# Tripteroides splendens
Tripteroides splendens är en tvåvingeart som beskrevs av Lee 1946. Tripteroides splendens ingår i släktet Tripteroides och familjen stickmyggor. Inga underarter finns listade i Catalogue of Life.